# Mariano Trias

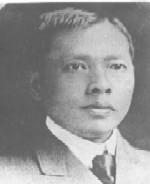
Mariano Trias

Mariano Trias (San Francisco de Malabon, 12 oktober 1868 - Manilla, 22 januari 1914) was een Filipijns revolutionair generaal. Ook werd hij in 1897 door de Filipijnse revolutionaire beweging tot eerste vicepresident van de Filipijnen gekozen.

## Biografie
Mariano Trias behaalde een diploma aan het Colegio de San Juan de Letran en studeerde medicijnen aan de University of Santo Tomas. Hij sloot zich in 1896 aan bij de Katipunan en bevrijdde samen met Artemio Ricarte zijn geboorteplaats. In 1897 werd Trias op de Tejeros Conventie gekozen tot vicepresident van de Filipijnen. In 1899 werd hij benoemd tot commandant van zuidelijk Luzon. Tevens was hij van juli 1898 tot mei 1899 minister van Financiën in het kabinet van Emilio Aguinaldo en van mei 1899 tot april 1901 minister van Oorlog. Na de winst van de Amerikanen in de Filipijns-Amerikaanse Oorlog werd Trias in 1901 benoemd tot de eerste gouverneur van Cavite. Trias overleed in 1914 op 45-jarige leeftijd aan een blindedarmontsteking. Zijn geboorteplaats werd ter ere van hem hernoemd naar Gen. Trias.

## Bron
- Carlos Quirino, Who's who in Philippine history, Tahanan Books, Manilla (1995)